# 奥柳达瓜-杜卡萨杜
奥柳达瓜-杜卡萨杜是巴西阿拉戈斯州的一个市镇。总面积322.95平方公里，总人口8139人，人口密度25.2人/平方公里。